# Harald Poelchau
Harald Poelchau est né à Potsdam le 5 octobre 1903. Il meurt le 29 avril 1972. Il fut pasteur protestant et aumônier à la prison de Plötzensee.

## Biographie
Il fait ses études de théologie à l'Université Bethel en 1922, puis à Berlin. Élève de Paul Tillich, l'un des plus grands théologiens du XXe siècle, il obtient son doctorat en 1931. 
Le 12 avril 1928, il épouse la bibliothécaire Dorothee Ziegele (1902-1977). Leur fils Harald junior nait en 1938. Harald Poelcha a une autre fille, Andrea Siemsen en 1945,.
À la fin de 1932, Harald Poelchau est aumônier protestant de prison à Berlin et devient le premier aumônier de prison nommé par le régime national-socialiste en Allemagne. En tant que fonctionnaire du Ministère de la Justice, il est d'un grand secours pour les victimes de la violence nationale-socialiste, comme Edith Fürst, et donne un réconfort spirituel à des centaines de personnes condamnées à mort, avant leur exécution. À partir de 1941, il fait partie du cercle de Kreisau, créé par Helmuth James Graf von Moltke, il assiste à la première grande conférence à  Kreisau. Après l'échec du complot du 20 juillet 1944, il a été en mesure de transmettre derniers messages et lettres d'adieu aux parents de beaucoup de ceux qui sont condamnés pour leur implication dans la tentative de coup d’État. Harald Poelchau n'a pas été démasqué par la Gestapo et ne sera pas arrêté et survécut à la guerre.
Dorothee Poelchau participe activement à l'activité de résistance de son mari. Elle obtient, avec lui, le titre de Juste parmi les nations , et est honorée au Mémorial des héros silencieux.